# 바르샤바 공국
바르샤바 공국(폴란드어: Księstwo Warszawskie 크시에스트보 바르샤브스키에[*], 프랑스어: Duché de Varsovie 뒤셰 드 바르소비[*], 독일어: Herzogtum Warschau 헤르조그툼 바르샤우[*])은 1807년부터 1815년까지 지금의 폴란드 지역에 존속했던 국가이다.
프로이센, 오스트리아, 러시아의 동부 유럽의 보수적인 세 왕국을 견제하기 위하여 세 차례에 걸쳐 분할되었던(→폴란드 분할) 폴란드를 재건하고자 했던 나폴레옹의 계획의 결과물로서 탄생하였다.
예나 전투에서의 프로이센의 대패로 체결된 틸지트 조약에 따라 건설된 바르샤바 공국은 1793년, 1795년의 폴란드 분할 때 프로이센으로 귀속되었던 폴란드 중부의 지방으로 이루어졌다. 나폴레옹의 바르샤바 공국의 창설을 선언하고 헌법 제정에 착수할 것을 지시한 날은 1807년 7월 22일이다. 1808년 5월 1일, 공식적으로 나폴레옹 법전의 채택을 선언하면서 대공으로 나폴레옹의 가장 충실한 동맹자이기도 한 작센 왕국의 국왕인 프리드리히 아우구스트 1세가 취임했다.
1809년, 오스트리아가 다시 바그람 전투에서 나폴레옹군에 패전하면서 쇤브룬 조약이 체결되자 바르샤바 공국은 오스트리아가 1795년의 분할에서 가져갔던 서갈리치아, 크라쿠프, 루블린 등을 되찾아 더욱 강대해졌다.
바르샤바 대공국이 강대해지면서 러시아는 프랑스의 의도에 대해 중대한 의구심을 갖고 바르샤바 공국을 바라보게 되었다. 폴란드 분할에서 가장 많은 몫을 차지했던 러시아는 폴란드의 부활을 저지하기 위해서라면 전쟁도 불사할 각오가 되어 있었다. 그리고 이 각오는 현실화되었다.
러시아 원정을 나폴레옹이 「폴란드 전쟁」으로 선언함에 따라 바르샤바 공국은 이 전쟁에서 승리할 경우 폴란드 분할 때 러시아의 몫으로 넘어갔던 부분을 되찾아 완전한 폴란드의 부활을 이룰 수 있으리라는 기대를 품게 되었다. 공국의 이런 전쟁에 대한 열의는 10만에 가까운 병력을 러시아 원정에 나선 나폴레옹군에 포함시키는 것으로 나타났다. 그럼에도 불구하고 러시아 원정은 재난으로 끝났으며, 기울어지기 시작한 나폴레옹의 운명은 바르샤바 공국을 덮쳤다. 제4차 대프랑스 동맹군이 나폴레옹의 프랑스군을 완파한 라이프치히 전투에서 나폴레옹을 엄호하던 바르샤바 공국군의 총사령관 조제프 안토니 포니아토스키 대공마저 전사했다.
1813년 2월 8일, 공국의 수도 바르샤바가 러시아군에 의해 함락되었다. 빈 회의에서 바르샤바 공국 전부를 가져가기를 원한 러시아의 황제 알렉산드르 1세의 요구로 전쟁 위기가 닥쳐오기도 했지만, 결국 러시아는 포젠 공령을 작센에 대한 요구 일부를 양보한 프로이센에게 넘겨줄 수밖에 없었다. 포젠 공령을 제외한 대부분의 공국 영토가 러시아로 귀속되었으며 크라쿠프만이 자유시가 되어 크라쿠프 공화국을 형성했다.

## 같이 보기
- 폴란드 분할
- 나폴레옹 전쟁
- 틸지트 조약
- 쇤브룬 조약
- 빈 회의